# 模里西斯奧林匹克委員會
毛里裘斯奧林匹克委員會（Mauritius Olympic Committee）是毛里裘斯的國家奧林匹克委員會。該組織成立於1971年，是國際奧委會和非洲國家奧林匹克委員會聯合會的成員。1984年，首次派員參加在美國洛杉磯舉行的夏季奧運會。
現時，毛里裘斯奧林匹克委員會的總部設在首都路易港，主席是Mr Philippe Hao Thyn Voon。

## 資料來源
1. ↑  .   [2014-04-23]. （原始内容存档于2016-03-05）.